# Al-Astakama
Al-Astakama (arab. الاستقامة) – wieś w Syrii, w muhafazie Aleppo, w dystrykcie Ajn al-Arab. W 2004 roku liczyła 50 mieszkańców.